# Eclipsa de Lună din 5 iulie 2020
O eclipsă de Lună prin penumbră s-a produs la 5 iulie 2020. Eclipsa face parte din seria Saros 149, fiind cu numărul 3 din 72. A fost a treia eclipsă de Lună, din cele patru produse în anul 2020.

## Vizibilitate
Eclipsa a putut fi observată, dacă cerul a fost senin, din Americi, sud-vestul Europei și din vestul Africii.  
| Vedere a Pământului de pe Lună în timpul fazei maxime |
| Harta vizibilității eclipsei din 5 iulie 2020         |

## Eclipse în 2020
- Eclipsa de Lună prin penumbră din 10 ianuarie.
- Eclipsa de Lună prin penumbră din 5 iunie.
- Eclipsa inelară de Soare din 21 iunie.
- Eclipsa de Lună prin penumbră din 5 iulie.
- Eclipsa de Lună prin penumbră din 30 noiembrie.
- Eclipsa totală de Soare din 14 decembrie 2020.